# Dominik Fischnaller
Dominik Fischnaller (* 20. Februar 1993 in Brixen, Südtirol) ist ein italienischer Rennrodler.

## Karriere
Seine ersten Erfolge feierte Dominik Fischnaller in den verschiedenen italienischen Jugendmannschaften. In der Saison 2011/12 debütierte er im Weltcup. Am 6. Januar 2012 gewann er in Königssee mit der italienischen Staffel im Team-Wettbewerb. Genau ein Jahr später schaffte der Athlet der Carabinieri-Sportgruppe seine erste Podiumsplatzierung am selben Ort, als er Dritter hinter David Möller und Albert Demtschenko wurde. In Lake Placid erreichte er den zweiten Platz, ehe er am 17. November 2013 in Lillehammer seinen ersten Weltcupsieg feierte. Dort gewann er 2018 und 2020 erneut. Im Gesamtweltcup hat Fischnaller mit einem 2. Platz am Ende der Saison Saison 2019/20 sein bis dahin bestes Ergebnis verzeichnet. In der Saison Saison 2020/21 konnte er die Gesamtwertung im Sprintweltcup für sich entscheiden, 2019/2020 holte er mit der italienischen Mannschaft ex aequo den Team-Staffel-Weltcup. In der Saison Saison 2022/23 gewann er erstmals den Gesamtweltcup.
Bei den Juniorenweltmeisterschaften 2013 gewann Fischnaller die Goldmedaille im Einsitzer. Bei Weltmeisterschaften fuhr er drei Mal zu Bronze, während er je einen Team- und einen Einsitzer-Europameistertitel gewinnen konnte. Bei Olympischen Spielen feierte er nach einem 6. Platz in Sotschi 2014 und einem 4. Platz in Pyeongchang 2018 mit der Bronzemedaille in Peking 2022 seinen größten Erfolg.

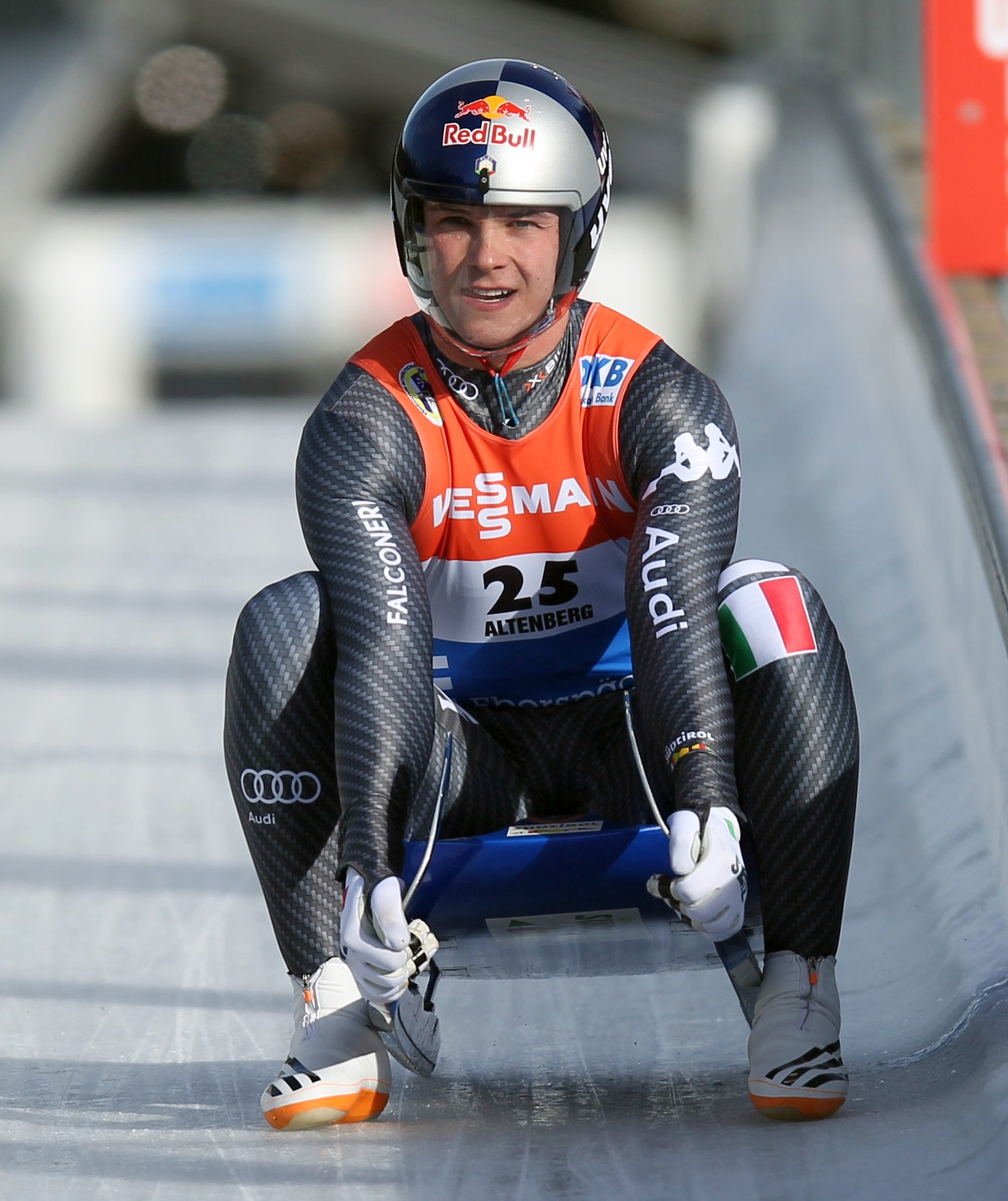
Dominik Fischnaller in Altenberg (2017)

## Persönliches
Fischnaller lebt in Meransen. Er ist der jüngere Bruder des Rodlers Hans Peter Fischnaller, Cousin des Rodlers Kevin Fischnaller und mit der US-amerikanischen Rennrodlerin Emily Sweeney liiert. Im Mai 2025 heiratete das Paar.

## Erfolge

### Gesamtweltcup
| Saison  | Platz | Punkte |
| ------- | ----- | ------ |
| 2010/11 | 15.   | 0248   |
| 2011/12 | 09.   | 0316   |
| 2012/13 | 07.   | 0331   |
| 2013/14 | 03.   | 0534   |
| 2014/15 | 04.   | 0556   |
| 2015/16 | 06.   | 0590   |
| 2016/17 | 06.   | 0556   |
| 2017/18 | 07.   | 0477   |
| 2018/19 | 05.   | 0623   |
| 2019/20 | 02.   | 0749   |
| 2020/21 | 05.   | 0623   |
| 2021/22 | 05.   | 0641   |
| 2022/23 | 01.   | 0812   |
| 2023/24 | 07.   | 0621   |

### Weltcupsiege
| Nr. | Datum         | Ort                | Bahn                                  |
| --- | ------------- | ------------------ | ------------------------------------- |
| 1.  | 17. Nov. 2013 | Lillehammer        | Lillehammer Olympiske Bob- og Akebane |
| 2.  | 29. Nov. 2015 | Innsbruck          | Olympia Eiskanal Igls                 |
| 3.  | 17. Dez. 2016 | Park City (Sprint) | Utah Olympic Park Track               |
| 4.  | 19. Feb. 2017 | Pyeongchang        | Olympic Sliding Centre                |
| 5.  | 21. Jan. 2018 | Lillehammer        | Lillehammer Olympiske Bob- og Akebane |
| 6.  | 18. Jan. 2020 | Lillehammer        | Lillehammer Olympiske Bob- og Akebane |
| 7.  | 5. Dez. 2021  | Sotschi (Sprint)   | Sliding Center Sanki                  |
| 8.  | 16. Dez. 2022 | Park City          | Utah Olympic Park Track               |
| 9.  | 17. Dez. 2022 | Park City (Sprint) | Utah Olympic Park Track               |

| Nr. | Datum         | Ort        | Bahn                                  |
| --- | ------------- | ---------- | ------------------------------------- |
| 1.  | 5. Jan. 2012  | Königssee  | Kombinierte Kunsteisbahn am Königssee |
| 2.  | 1. Dez. 2013  | Winterberg | Bobbahn Winterberg                    |
| 3.  | 7. Jan. 2018  | Königssee  | Kombinierte Kunsteisbahn am Königssee |
| 4.  | 10. Feb. 2019 | Oberhof    | Rennrodelbahn Oberhof                 |
| 5.  | 24. Nov. 2019 | Innsbruck  | Kunsteisbahn Bob-Rodel Igls           |